# Koškovce, Humenné
Koškovce este o comună slovacă, aflată în districtul Humenné din regiunea Prešov. Localitatea se află la altitudinea de 187 m deasupra n.m., se întinde pe o suprafață de 11,71 km2 și în 2017 număra 602 locuitori.

## Istoric
Localitatea Koškovce este atestată documentar din 1543.

## Demografie
| An:                | 1994 | 2004   | 2014   | 2024    |
| ------------------ | ---- | ------ | ------ | ------- |
| Număr de persoane: | 603  | 622    | 609    | 528     |
| Diferență:         |      | +3,15% | −2,09% | −13,30% |

| An:                | 2023 | 2024   |
| ------------------ | ---- | ------ |
| Număr de persoane: | 533  | 528    |
| Diferență:         |      | −0,93% |